# Licensed to Ill
Licensed to Ill é o álbum de estreia gravado pela banda Beastie Boys, lançado em 1986. Este álbum está na lista dos 200 álbuns definitivos no Rock and Roll Hall of Fame
Foi o primeiro álbum de hip-hop a atingir o topo da parada Pop da Billboard. Atingiu também o número 2 da parada de Hip Hop/R&B. Foi o disco de estréia mais vendido pela gravadora Columbia e vendeu mais de dez milhões de cópias nos Estados Unidos.

## O álbum
Kerry King do Slayer tocou guitarra nas faixas "(You Gotta) Fight for Your Right (to Party)" e "No Sleep till Brooklyn", e apareceu no vídeo de "Fight for Your Right", que é uma paródia dos vídeos de heavy metal. King apareceu na faixa porque Rick Rubin estava produzindo os álbuns das duas bandas simultaneamente. O outro álbum produzido na época era Reign in Blood. O nome "No Sleep till Brooklyn" é uma brincadeira com o nome do álbum No Sleep 'til Hammersmith do Motörhead.
A arte da capa (quando aberta) mostra um Boeing 727 cravado em uma montanha e as palavras "Beastie Boys" gravadas na cauda. A cauda da aeronave tem ainda o logo da Def Jam além  de '3MTA3' que se lê 'EATME' (me coma) quando visto em um espelho.
O título original para o álbum seria Don't Be a Faggot (Não Seja Uma Bicha) mas a Columbia Records se recusou a lançar o álbum com tal título e pressionou Russell Simmons (o agente do grupo e chefe da Def Jam Recordings) a convencer os Beastie Boys a aparecer com outro nome. Adam Horovitz já se desculpou pelo título.
Vídeos foram feitos para as faixas "(You Gotta) Fight for Your Right (to Party)", "No Sleep Til Brooklyn", "Hold It Now, Hit It" e "She's Crafty".

## Faixas
1. "Rhymin & Stealin"
2. "The New Style"
3. "She's Crafty"
4. "Posse in Effect"
5. "Slow Ride"
6. "Girls"
7. "Fight for Your Right"
8. "No Sleep Till Brooklyn"
9. "Paul Revere"
10. "Hold It Now, Hit It"
11. "Brass Monkey"
12. "Slow and Low"
13. "Time To Get Ill"

## Posições nas paradas

### Álbum
| Ano  | Parada                 | Posição |
| ---- | ---------------------- | ------- |
| 1986 | Billboard 200          | 1       |
| 1986 | Top Hip-Hop/R&B Albums | 2       |

### Singles
Billboard (EUA) - singles
| Ano  | Single                                       | Parada                             | Posição |
| ---- | -------------------------------------------- | ---------------------------------- | ------- |
| 1986 | Hold It, Now Hit It                          | Hot R&B/Hip-Hop Singles & Tracks   | 55      |
| 1986 | The New Style                                | Hot R&B/Hip-Hop Singles & Tracks   | 22      |
| 1986 | Hold It, Now Hit It                          | Hot Dance Music/Maxi-Singles Sales | 41      |
| 1986 | Paul Revere                                  | Hot Dance Music/Maxi-Singles Sales | 20      |
| 1987 | (You Gotta) Fight for Your Right (To Party!) | The Billboard Hot 100              | 7       |
| 1987 | Brass Monkey                                 | The Billboard Hot 100              | 48      |
| 1987 | Brass Monkey                                 | Hot R&B/Hip-Hop Singles & Tracks   | 83      |
| 1987 | Paul Revere                                  | Hot R&B/Hip-Hop Singles & Tracks   | 34      |
| 1987 | Paul Revere                                  | Hot Dance Music/Club Play          | 41      |